# Kanton Matignon
Kanton Matignon is een voormalig kanton van het Franse departement Côtes-d'Armor. Het kanton maakte deel uit van het arrondissement Dinan. Het kanton werd opgeheven bij decreet van 13 februari 2014 met uitwerking op 22 maart 2015. De gemeenten werden toegevoegd aan het kanton Pléneuf-Val-André.

## Gemeenten
Het kanton Matignon omvatte de volgende gemeenten:
- La Bouillie
- Fréhel
- Hénanbihen
- Hénansal
- Matignon (hoofdplaats)
- Pléboulle
- Plévenon
- Ruca
- Saint-Cast-le-Guildo
- Saint-Denoual
- Saint-Pôtan